# Teatro comunale Wanda Capodaglio
Il teatro comunale Wanda Capodaglio si trova in via Fanfani a Castelfranco di Sopra.
La struttura originaria, a pianta rettangolare con galleria, è legata alla realizzazione della locale Casa del Littorio, dove si ospitava la locale sede del partito fascista e del dopolavoro e venne inaugurata nel 1930. A pianta rettangolare, dotato di una galleria, fungeva allora da cinema e teatro.
Al termine della guerra mondiale, la struttura aveva perso il suo originario aspetto e le sue funzionalità, tanto da far sorgere nella comunità di Castelfranco di Sopra ampie e dibattute discussioni sulla competenza sulla struttura: e fu così che il comune se ne assunse la proprietà e la responsabilità e avviò un programma di risanamento, con diversi interventi di ripristino. Fra il 1969 e il 1972 il teatro venne modificato e rimodernato: fu eliminata la galleria, ridisegnata la sala con geometrie essenziali e sistemata la parte esterna, utilizzata come giardino e arena estiva. Fu prevalentemente usato come cinema, nonostante fosse stato mantenuto il palcoscenico. Fu gestito in questo periodo dal signor Marcello D’Amico .Il teatro vide una sua nuova vita negli anni ’80, quando, ad opera dell’amministrazione guidata dall’allora sindaco Marco Morbidelli, fu oggetto di una profonda e moderna ristrutturazione. L’idea di questa ristrutturazione la si deve alla collaborazione di intenti di Roberto Campa, figlio della grande attrice Wanda Capodaglio, e il sindaco Morbidelli. Nel 1987 fu avviato un nuovo e più radicale progetto di restauro, a cura dell'architetto Sergio Ardinghi, con la riduzione dei posti a circa 300, la costruzione di nuovi camerini, la realizzazione di una nuova galleria, l'ampliamento del foyer e l'adeguamento degli impianti e di tutte le strutture tecniche alle vigenti norme di sicurezza. L’ampio palcoscenico può accogliere qualsiasi forma di spettacolo, i camerini per gli attori sono dotati di tutti i servizi. Il teatro fu inoltre arricchito di guardaroba e bar; fu fatta la revisione generale delle opere di rifinitura, costruita una barriera antincendio fra il palcoscenico e la platea, realizzate scale di sicurezza, sistemata la facciata. Ma la più importante innovazione fu la costruzione di dieci palchi centinati, con parziale aggetto sulla platea e sul corridoio. Il teatro fu inaugurato alla presenza del senatore della repubblica Ivo Butini. A conclusione di questi lavori, nel 1989 il teatro ha ripreso la sua attività proponendo una stagione di prosa e ospitando inoltre la scuola di musica e una rassegna di compagnie amatoriali valdarnesi. Il teatro è intitolato all'attrice Wanda Capodaglio che a Castelfranco trascorse gli ultimi dieci anni della sua vita e che nel 1975 era stata insignita della cittadinanza onoraria. 
Furono subito programmate stagioni teatrali professioniste e fin dal 1989 il Teatro ospitò il ‘Concorso nazionale di recitazione Wanda Capodaglio”, istituito nel 1981, ad un anno dalla sua scomparsa. Il concorso, che ebbe inizialmente  sede presso il Teatro della Pergola di Firenze, era riservato agli allievi e diplomati delle scuole italiane di recitazione, dai 19 ai 26 anni di età. Il “Concorso nazionale di recitazione Wanda Capodaglio” o “Premio Capodaglio”, oltre che ovviamente dal comune di Castelfranco di Sopra, venne patrocinato dalla Regione Toscana, dall’Ente Teatrale Italiano, dal Teatro della Pergola e dalla Cassa di Risparmio di Firenze. Direttore organizzativo ne fu Roberto Campa, figlio della compianta attrice Wanda Capodaglio, consulente generale, invece, Alfonso Spadoni. Il concorso nazionale intitolato alla grande attrice, continuò per diversi anni, fino a quando l’amministrazione che si succedette a quella del sindaco Marco Morbidelli fece decadere tutto nell’oblio. Il “Concorso nazionale Wanda Capodaglio” è stato riportato in vita nel 2023, per volontà e impegno dell’”Associazione Wanda Capodaglio” e dell’”Associazione Masaccio”.
La costruzione di un teatro a Castelfranco di Sopra è testimonianza di una visione politica lungimirante, poiché dopo trent’anni il Teatro Wanda Capodaglio costituisce tuttora un forte richiamo per tutto il Valdarno.